# Muzeum krajky Vamberk
Muzeum krajky Vamberk je muzeum zaměřené na tvorbu krajek, které se nachází na adrese Husovo náměstí 88 ve Vamberku v okrese Rychnov nad Kněžnou v Královéhradeckém kraji.
Jedná se o pobočku Muzea a galerie Orlických hor se sídlem v Rychnově nad Kněžnou.

## Muzeum a historie krajek ve Vamberku
Město Vamberk je pevně spjaté s historií a výrobou krajek a stalo se centrem krajkářské výroby na Podorlicku. Traduje se, že paličkování krajek přinesla na Vamberecko belgická šlechtična Magdalena Grambová v první třetině 17. století. Krajky se od druhé poloviny 19. do začátku 20. století ve Vamberku vyráběly téměř v každé domácnosti. Poptávka po ručně paličkované krajce začala slábnout, když se v 19. století začala krajka vyrábět strojně. V roce 1889 zde byla zřízena krajkářská škola, která výrazně napomohla udržet a rozvíjet vysokou úroveň místního krajkářství. Tradice paličkovaných krajek je ve Vamberku stále živá. Od roku 2002 se zde pořádají Bienále české krajky a město se podílí na zakoupení vítězných prací.
Muzeum krajky Vamberk bylo založeno v roce 1929 ze sbírek výše zmíněné krajkářské školy. Muzeum sídlí  od roku 1948 v Bednářově vile postavené v roce 1916 a představuje staré lidové krajky a vývoj krajkářství od konce 19. století do současnosti.
Po rekonstrukci bylo muzeum opět otevřeno 17. května 2014.

## Expozice muzea
- Úvodní film
- Proměny krajky v Čechách – historický vývoj krajky od 18. století po současnost a počátky krajkářství na Vambersku a krajkářské školství
- Interaktivní krajkářská encyklopedie
- Krajka a oděv
- Kolekce Expo Brusel 58, Expo Montréal 67, Prostorová krajka, Družstvo Vamberecká krajka Vamberk, umělkyně Emilie Paličková, Eva Fialová, Milča Eremiášová, Marie Vaňková, Marie Sedláčková-Serbousková aj.
- 21. století, vítězná díla Bienále české krajky
- Paličkovací stroj, kde je možnost vyrobit si vlastní krajku
- Krátkodobé výstavy
- Herna pro děti, zahrada, obchod

## Galerie

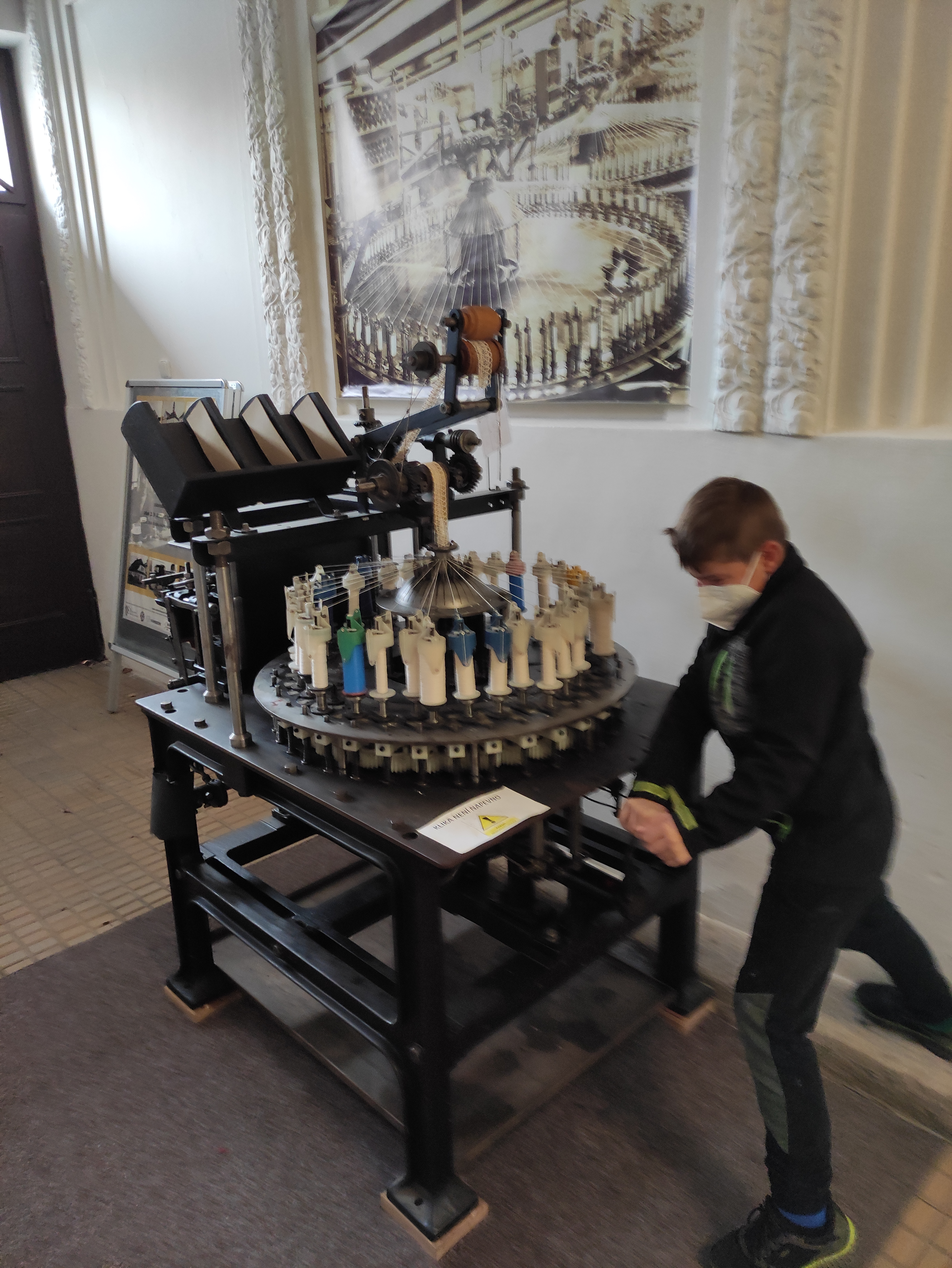
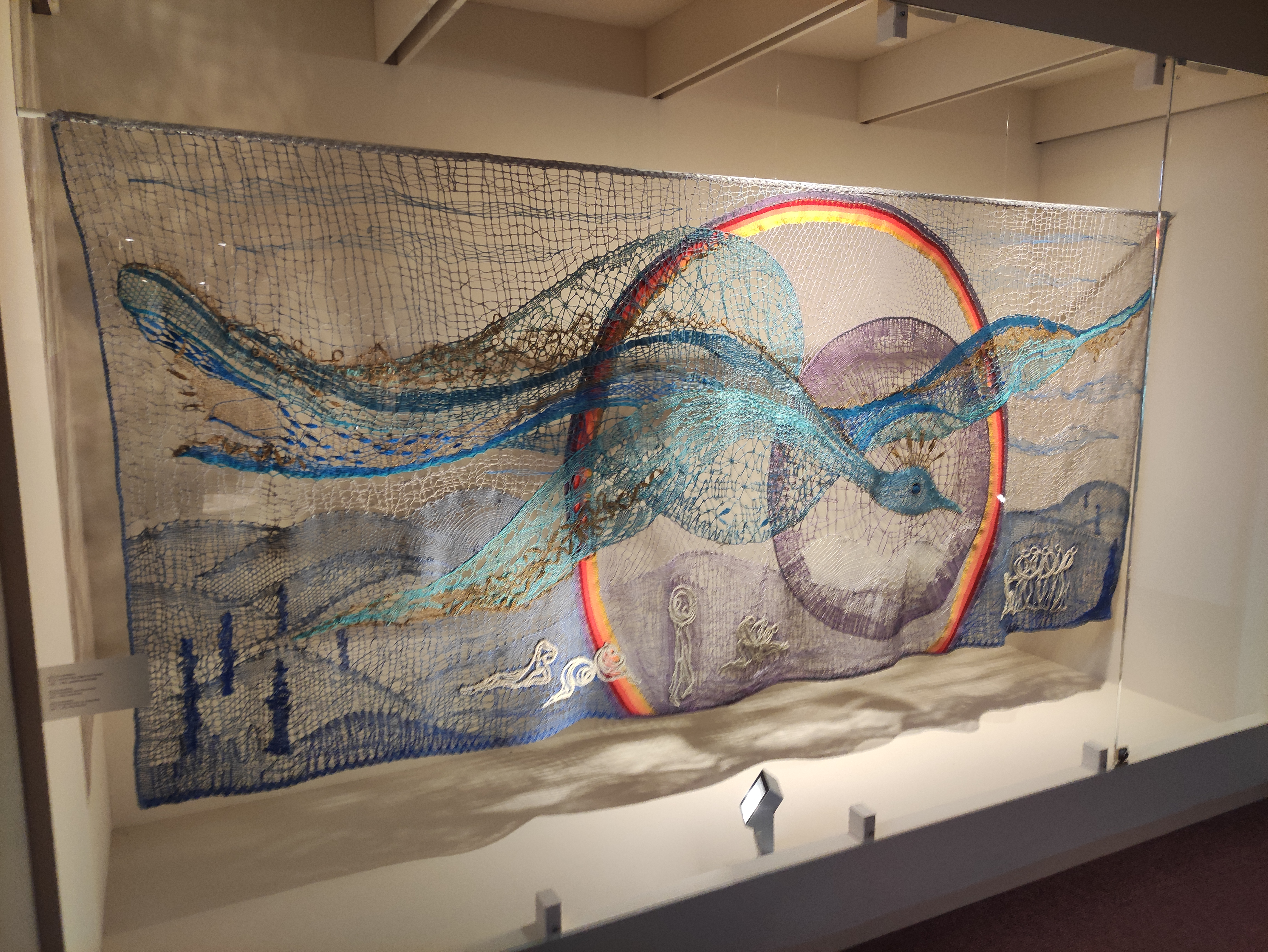
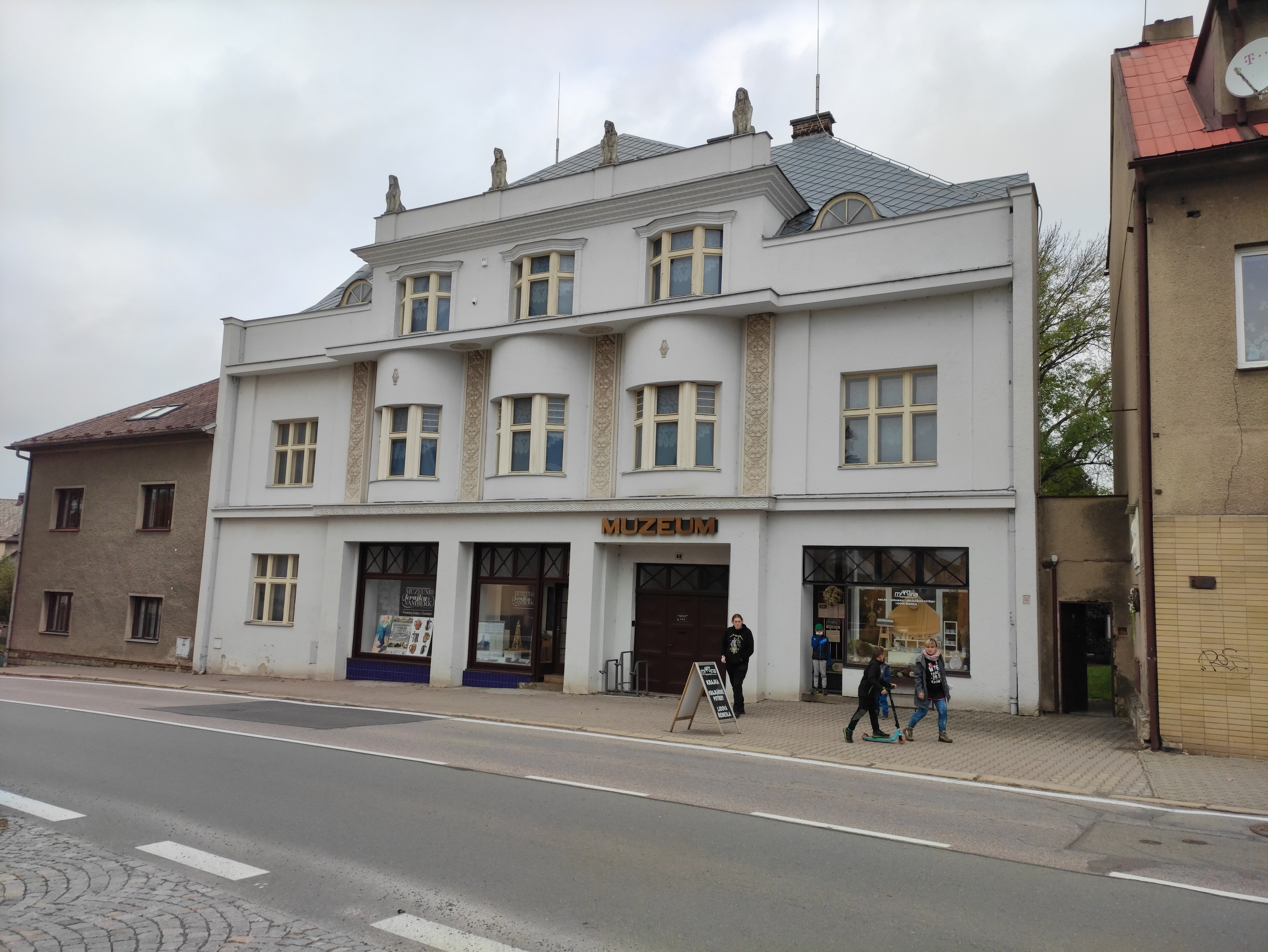

## Návštěvnost
| Rok  | Počet návštěv |
| ---- | ------------- |
| 2022 | 7 165         |
| 2023 | 4 154         |
| 2024 | 3 984         |